# Kaškaval

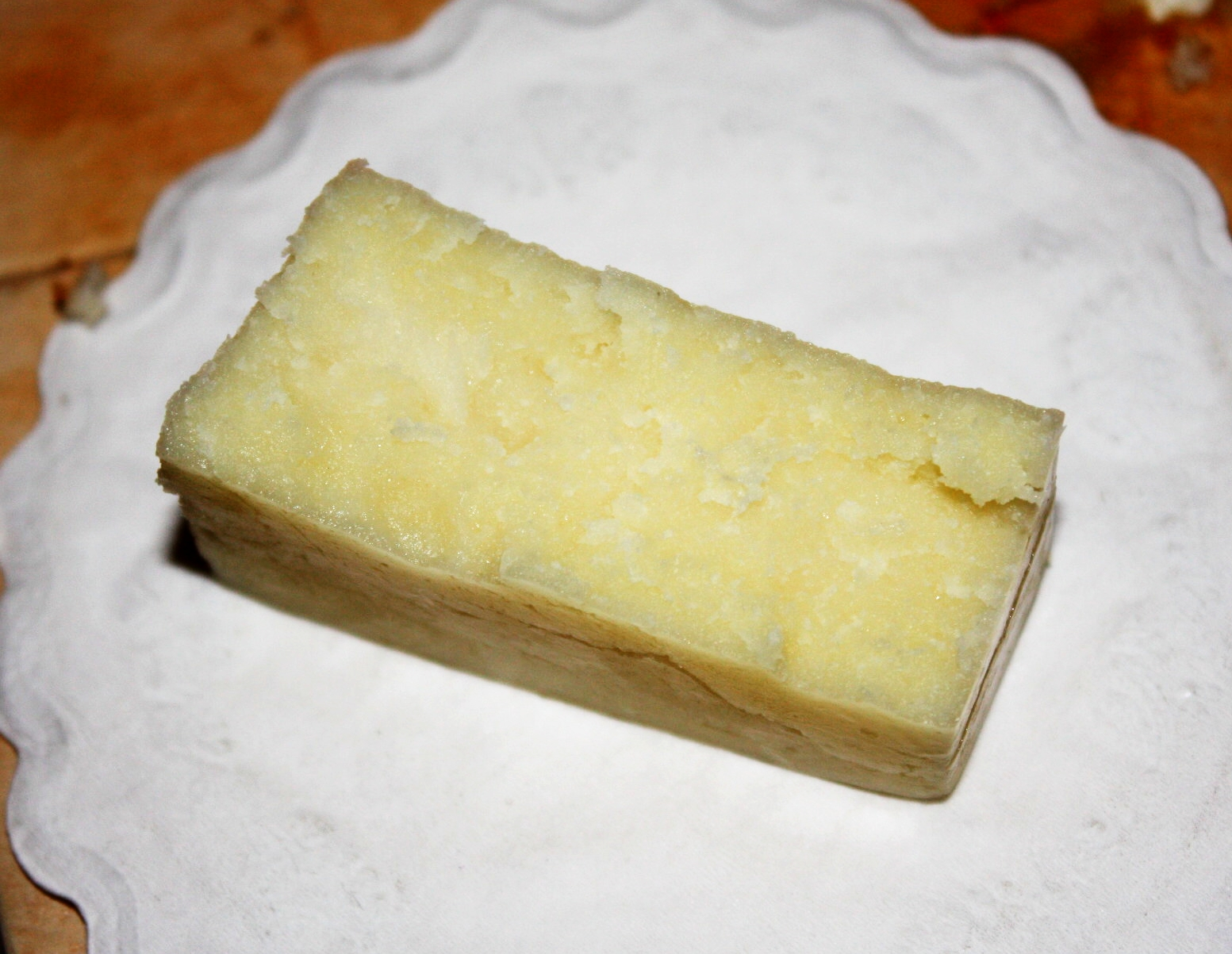
Bulharská verze kaškavalu

Kaškaval (rumunsky cașcaval, bulharsky кашкавал, arabsky قشقوان‎, makedonsky кашкавал, srbsky качкаваљ albánsky kaçkavall, rusky кашкавал, turecky kaşkaval nebo kaşar) je druh sýru vyrobeného z kravského, ovčího nebo kozího mléka, případně ze směsi těchto mlék. V Turecku, Albánii, Bulharsku, Kosovu, Severní Makedonii, Rumunsku a Srbsku se tento termín často používá pro všechny "žluté" sýry (nebo dokonce pro jakýkoliv jiný sýr než sirene).

## Etymologie
Název kaškaval možná pochází z italského slova caciocavallo. Podle jiné teorie má slovo kaškaval souvislost s arumunským slovem caș (sýr), ale část slova kaval tak zůstává neobjasněna.

## Lokální varianty

### Albánie
V Albánii je kaçkavall druhým nejoblíbenějším druhem sýru hned po bílém sýru sirene (albánsky djathë i bardhë). Je považován za tradiční albánský sýr a je široce používán jako příloha. Některé tradiční restaurace servírují talíře tepelně neupraveného či smaženého kaçkavallu v době, kdy se připravuje hlavní chod. Tento servis bývá zdarma. Všechny mlékárenské společnosti v Albánii vyrábí kaçkavall a k jeho výrobě používají především kravské a ovčí mléko. Někteří výrobci však používají i mléko kozí.

### Bulharsko
V Bulharsku se kaškaval vitoša vyrábí z kravského mléka, kaškaval balkan z ovčího mléka a kaškaval preslav ze směsi těchto dvou mlék. Kaškaval se zde často používá ve snídaňovém pečivu. Běžným jídlem je zde tzv. kaškavalka, malé pečivo plněné kaškavalem a na povrchu tímto sýrem posypané. Stejně jako v ostatních balkánských zemích i zde kaškaval nahrazuje jiné sýry, a je používán zejména na pizze. Oblíbeným bulharským občerstvením je princesa (bulharsky принцеса), toast s kaškavalem a s nebo bez mletého vepřového masa.

### Rumunsko a Moldavsko
V Rumunsku a Moldavsku se cașcaval používá k označení řady druhů žlutých středně tvrdých a polotvrdých sýrů vyrobených z ovčího nebo kravského mléka. Nejznámějšími druhy cașcavalu v Rumunsku jsou dobrogea (pouze z ovčího mléka), penteleu (ze směsi ovčího a kravského mléka), dalia (pouze z kravského mléka) a rucăr (pouze z kravského mléka). Termín cașcaval se však často používá jako obecný název pro všechny polotvrdé žluté sýry, jako je švýcarský ementál, holandská gouda a britský čedar nebo cokoliv, co vypadá podobně jako cașcaval.
Během komunistického režimu, z důvodu nedostatku potravin, začali rumunské ženy vyrábět domácí lisovaný sýr, který se podobal cașcavalu. Tento sýr se vyráběl z mléka, zakysané smetany, másla a vajec. V rumunské kuchyni existuje mnoho pokrmů jejichž součástí je cașcaval, jako je cașcaval pane nebo mămăligă.

### Srbsko
V Srbsku je kačkavalj tradiční tvrdý sýr vyráběný z ovčího mléka. Existuje jeho chráněná značka z města Pirot. Jiné sýry, vyrobené ze směsi kravského a ovčího mléka, jsou někdy také označovány jako kačkavalj, ale nelze je označit jako pirotski. Kačkavalj je jedním ze šesti tradičních sýrů pocházejících ze Srbska. Výrobní proces se dostal do Pirotu na počátku 19. století s dalmatskými nebo italskými sýraři, kteří se usadili v tehdejší Osmanské říši. Sýr byl distribuován po celém Balkáně.

### Levanta
V Levantě (Sýrie, Jordánsko, Palestina, Izrael a Libanon) je kaškaván používán jako roztékající se sýr a to zejména v pečivu.

### Turecko
Kaşkaval byl druh sýra konzumovaného při osmanských hostinách. Evlija Čelebi ve svém cestopisu Seyahatname zmiňuje, že v jeho době (17. století) v Istanbulu vyrábělo 400 řemeslníků různé druhy sýrů, mezi kterými byl i kaşkaval. V knize je také zmíněno, že se tento sýr vyráběl v Çatalce.

## Galerie

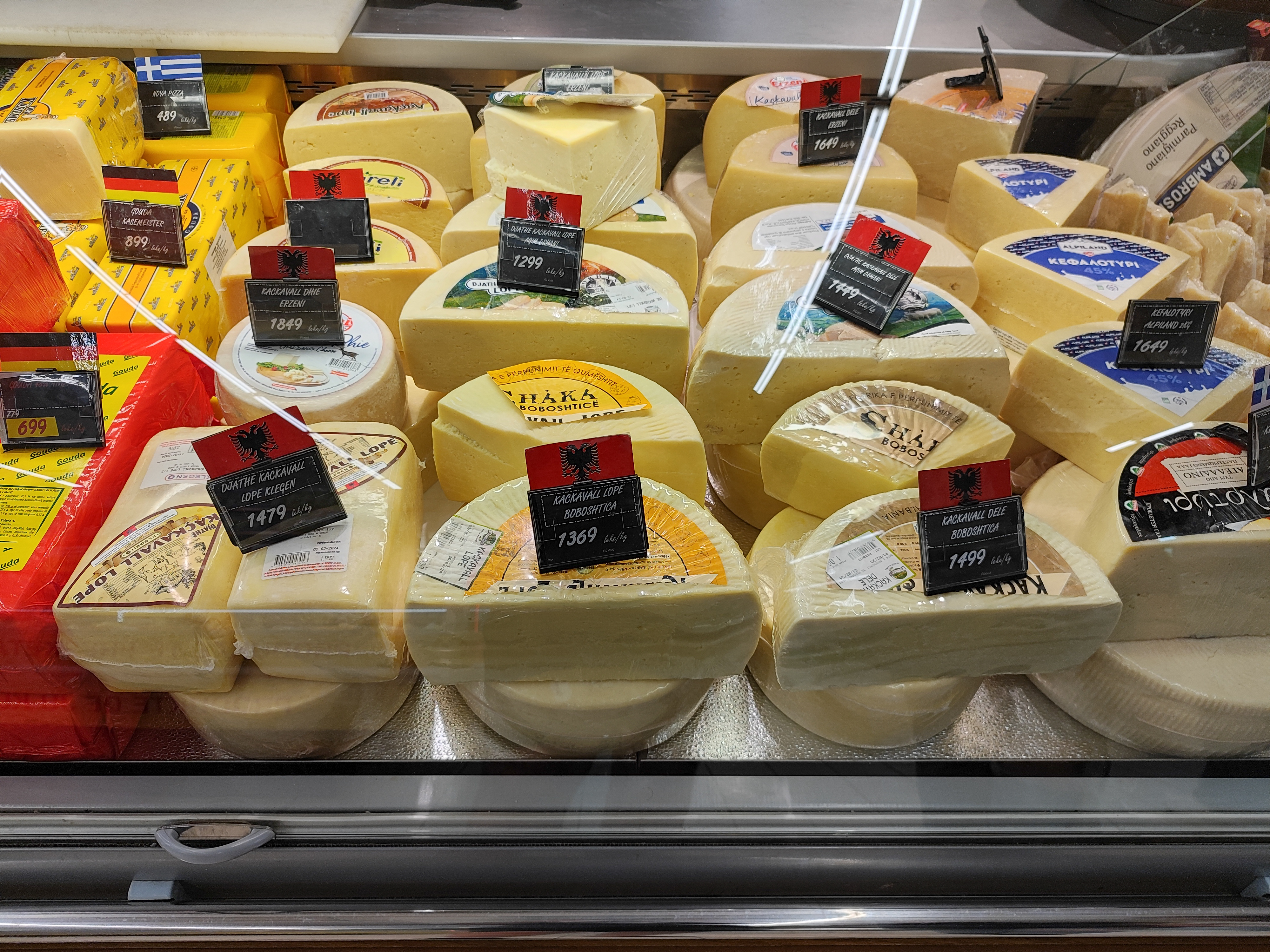
Albánský kaçkavall
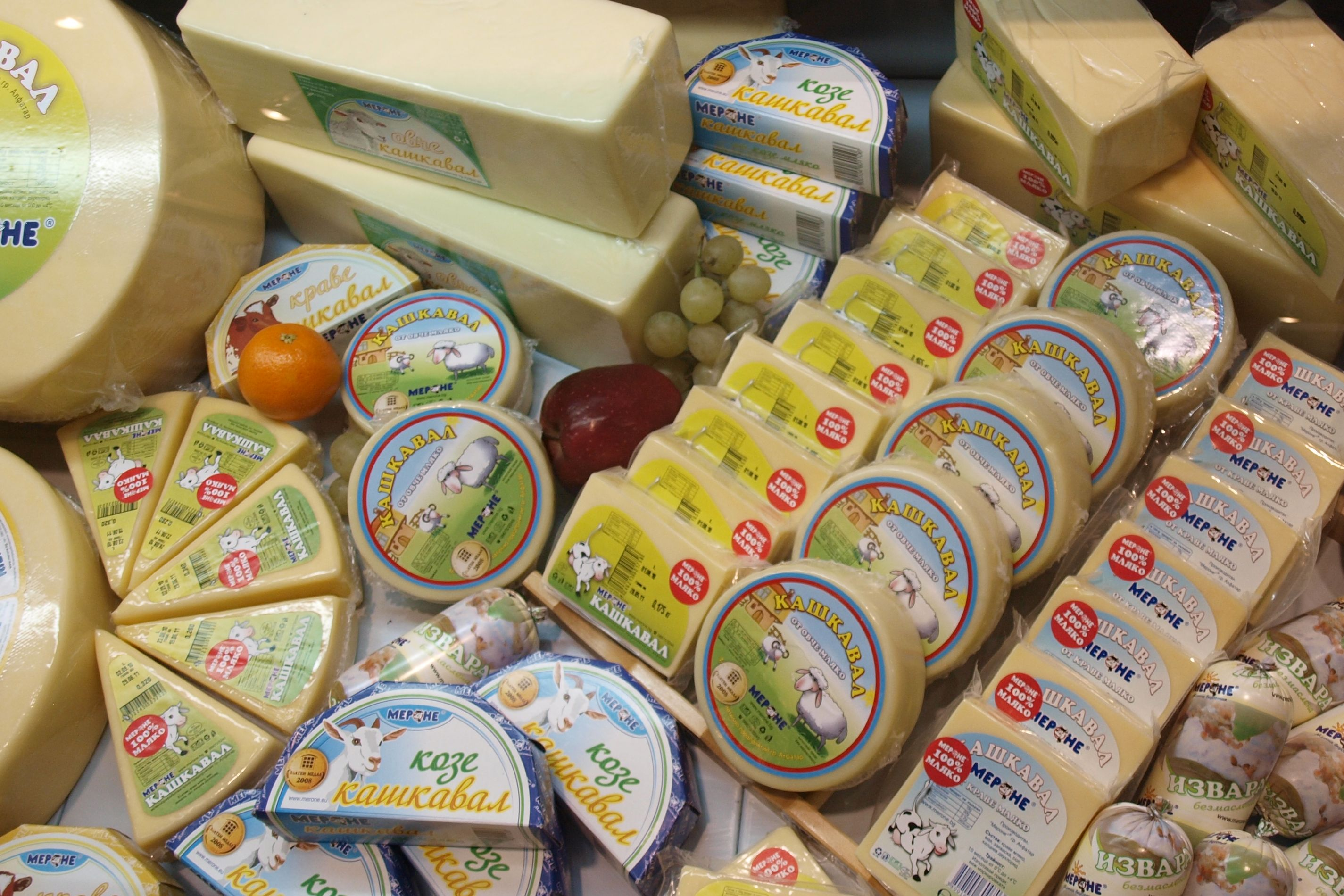
Bulharský kaškaval
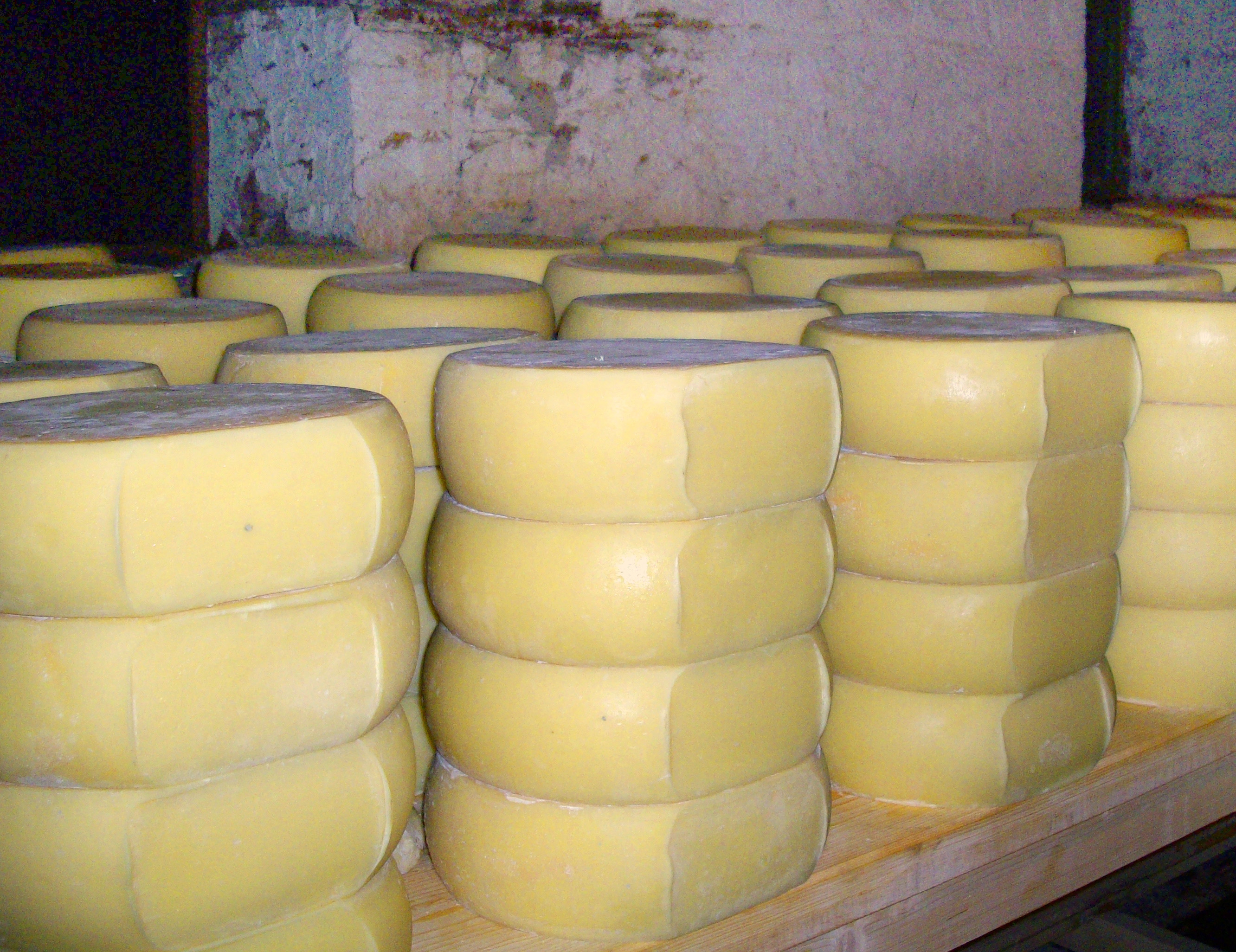
Kaškaval ze Severní Makedonie
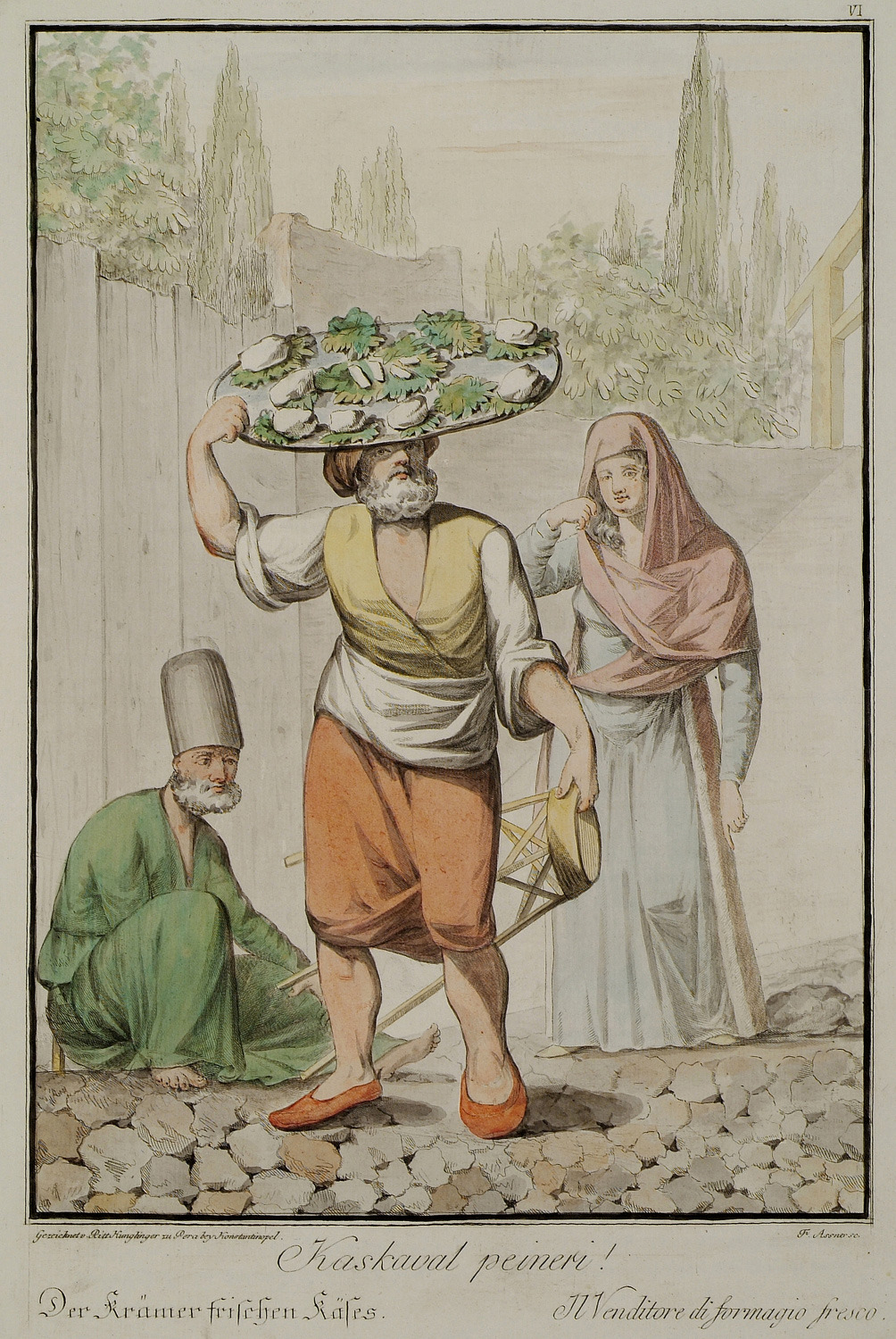
Prodavač kaškavalu v Istanbulu, kresba z 19. století
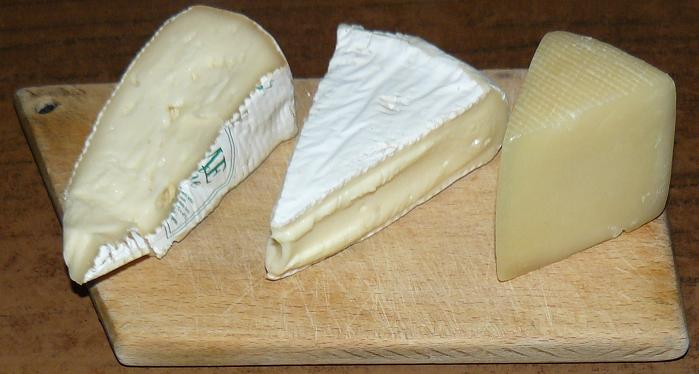
Sýry Tomme, Brie a Kaškaval